# Caixubis
Els caixubis (en caixubi: Kaszëbi; en polonès: Kaszubi; en alemany: Kaschuben) són un grup ètnic eslau que viu al nord-oest de Polònia. La seva capital no oficial és Wejherowo (Wejrowo). Entre les principals ciutats, Gdynia (Gdiniô) conté el percentatge més gran de gent d'origen caixubi. Els principals oficis dels caixubis eren l'agricultura i pesca; avui dia, l'agricultura i el sector serveis (principalment, agroturisme).
Donald Tusk, president del Consell Europeu des de 2014 és caixubi. La mare de Günter Grass, escriptor en llengua alemanya també era d'identitat caixúbia.

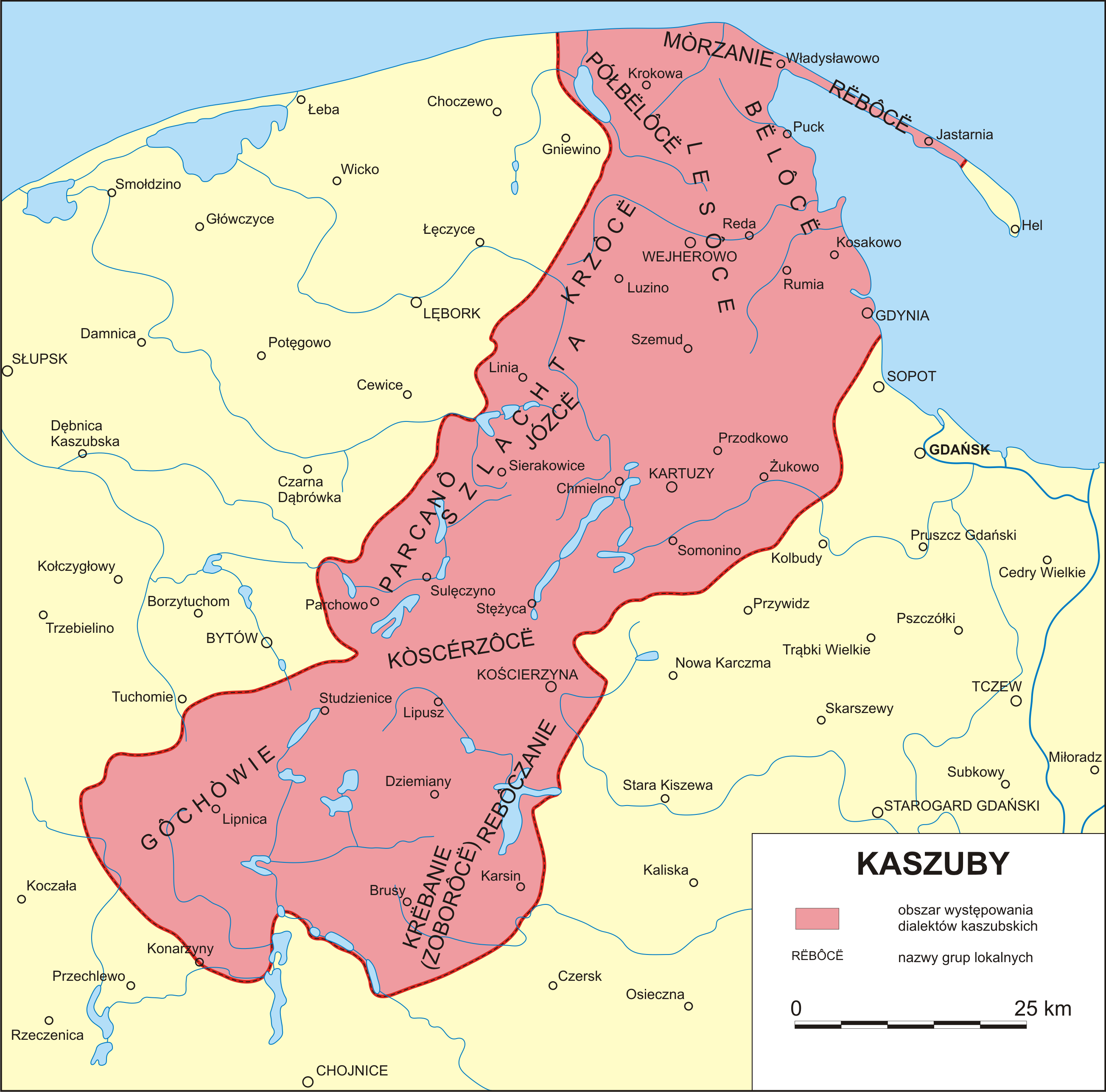
Territori ètnic caixubi a finals del s. XX